# Tavaresia grandiflora
Tavaresia grandiflora là một loài thực vật có hoa trong họ La bố ma. Loài này được Berger miêu tả khoa học đầu tiên.